# Danny Clark
Danny Clark (n. 30 august 1951, Launceston⁠(d), Tasmania, Australia) este un ciclist australian, medaliat olimpic. A participat la o ediție a Jocurilor Olimpice (1972) în care a câștigat o medalie de argint.

## Participări
Lista de mai jos prezintă principalele competiții la care a participat Danny Clark de-a lungul carierei.
- Olympische Sommerspiele 1972/Radsport – Zeitfahren Bahn (Männer)[*]